# Caterina Caselli
Caterina Caselli (n. 10 aprilie 1946, Modena, Italia), cunoscută și sub numele de Casco d'oro (Casca de aur), este o cântăreață italiană, producătoare, actriță și prezentatoare de televiziune, populară mai ales în anii 1960 și cunoscută pentru piesa Nessuno mi può giudicare („Nimeni nu mă poate judeca”).
A vândut peste un milion de exemplare și a primit un disc de aur. Caselli a avut și un succes considerabil cu o versiune italiană a piesei cântărețului irlandez David McWilliams⁠(d) Days of Pearly Spencer, numită Il Volto Della Vita.
Ea este de asemenea președintele Sugar Music, marca de discuri a lui Andrea Bocelli, de când l-a descoperit în 1992.

## Filmografie
- 1966: Perdono
- 1966: Nessuno mi può giudicare
- 1967: Una ragazza tutta d’oro
- 1967: Play-Boy
- 1967: L’immensità
- 1967: Io non protesto, io amo
- 1968: Il professor Matusa e i suoi hippies
- 1997: Tutti giù per terra